# Audrey Hylton-Foster, Baroness Hylton-Foster

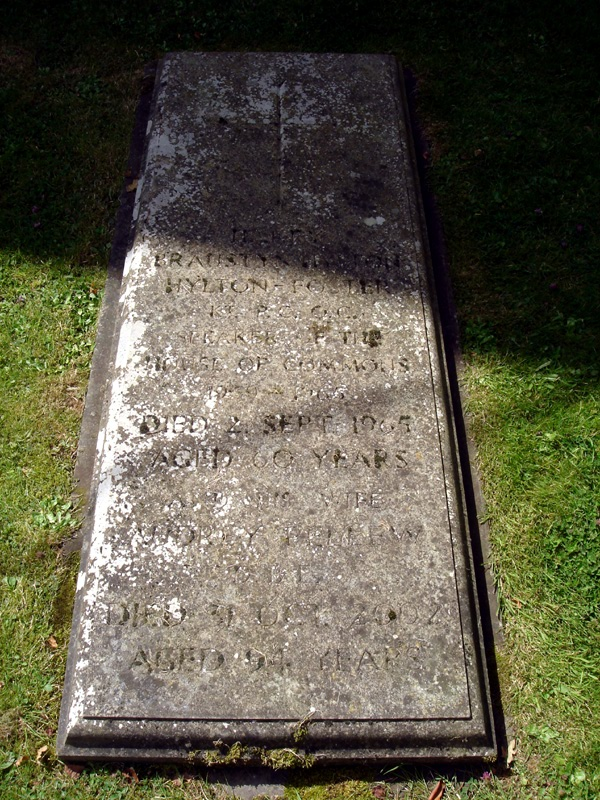
Grab der Eheleute Harry Hylton-Foster und Audrey Hylton-Foster, Baroness Hylton-Foster in Surrey

Audrey Pellew Hylton-Foster, Baroness Hylton-Foster DBE (Geburtsname: Audrey Pellew Clifton Brown; * 19. Mai 1908; † 31. Oktober 2002) war eine britische Politikerin, die 1965 als Life Peeress aufgrund des Life Peerages Act 1958 Mitglied des House of Lords wurde, und war zwischen 1974 und 1995 Vorsitzende (Convenor) der unabhängigen Mitglieder des Oberhauses, der sogenannten Crossbencher.

## Leben
Audrey Clifton Brown war die einzige Tochter von Douglas Clifton Brown, der als Vertreter der Conservative Party zwischen 1918 und 1951 mit einer kurzen Unterbrechung Abgeordneter des House of Commons und von 1943 bis 1951 Unterhaussprecher (Speaker of the House of Commons) war sowie nach seinem Ausscheiden aus dem Unterhaus 1951 als Viscount Ruffside, of Hexham in Northumberland Mitglied des House of Lords wurde. Bereits ihr Großvater James Clifton Brown war vier Jahre Abgeordneter des Unterhauses.
Sie selbst absolvierte ihre schulische Ausbildung an der St. George’s Ascot School sowie an der Ivy House School in Wimbledon. 1931 heiratete sie den Rechtsanwalt und konservativen Politiker Harry Hylton-Foster. Dieser war zwischen 1950 und seinem Tod 1965 ebenfalls Unterhausabgeordneter, zwischen 1954 und 1959 Solicitor General von England und Wales sowie von 1959 bis zu seinem Tod wie bereits sein Schwiegervater Sprecher des Unterhauses.
Audrey Hylton-Foster engagierte sich über viele Jahre in der Rotkreuzgesellschaft Großbritanniens und war zunächst von 1950 bis 1960 Direktorin des Roten Kreuzes in Chelsea sowie zwischen 1960 und 1983 Vorsitzende des Roten Kreuzes von London.
Nach dem Tode ihres Ehemannes am 2. September 1965 wurde sie durch ein Letters Patent vom 7. Dezember 1965 aufgrund des Life Peerages Act 1958 als Life Peeress mit dem Titel Baroness Hylton-Foster, of the City of Westminster, in den Adelsstand erhoben und gehörte damit bis zu ihrem Tod dem House of Lords als Mitglied an. Am 15. Dezember 1965 erfolgte ihre Einführung (Introduction) in das Oberhaus.
1974 wurde sie Nachfolgerin von William Strang als Vorsitzende (Convenor) der parteilosen Oberhausmitglieder, der sogenannten Crossbencher. Diese Funktion hatte sie über zwanzig Jahre lang bis zu ihrer Ablösung durch Bernard Weatherill 1995. Für ihre Verdienste wurde Baroness Hylton-Foster darüber hinaus 1990 zur Dame Commander des Order of the British Empire berufen.